# Ferme de Cielle
La ferme de Cielle est un bâtiment classé situé dans le hameau de Cielle faisant partie de la commune de La Roche-en-Ardenne en province de Luxembourg (Belgique).

## Localisation
La ferme est située au centre du hameau ardennais de Cielle, au no 10 de la rue du Paradis, en face de l'église Saint-Fiacre et du cimetière et à l'altitude de 345 mètres.

## Historique
La porte d'entrée en schiste du corps de logis, dont le linteau bombé est gravé de l’inscription "IHS 1797" date la demeure principale. Les ailes latérales sont construites au cours du XIXe siècle.

## Description
La totalité des murs de la ferme en U est érigée en moellons de grès schisteux d'Ardenne. 
Le corps de logis est bâti sur une base presque carrée d'environ 12 mètres de côté et une toiture en ardoises à quatre pans percée de lucarnes. La façade avant située du côté ouest et donnant sur la cour intérieure possède trois travées en double corps sur deux niveaux (un étage). Les baies vitrées possèdent des encadrements droits en pierre calcaire. Le mur du côté sud et la façade arrière sont percés de baies à encadrement en bois.
L'aile nord comprenant une bergerie, une grange avec deux portails en anse de panier et une étable sous fenil a une longueur totale d'environ 35 mètres. La plupart des encadrements des portes et fenêtres sont réalisés en brique. L'aile sud, de dimension beaucoup plus modeste (environ 8 mètres) et laissant un petit passage par rapport au corps de logis, abrite un fournil.

## Classement et protection
L'immeuble, sis Hameau de Cielle, centre du village, à Marcourt (actuellement ferme, y compris les dépendances, n°45), est classé depuis le 6 février 1970 et repris sur la liste du patrimoine immobilier classé de La Roche-en-Ardenne .